# Selbstauskunft
Eine Selbstauskunft ist im Finanzwesen die von einem künftigen Schuldner/Kreditnehmer abgegebene und dem Gläubiger/Kreditgeber zur Verfügung gestellte Auskunft über die persönlichen und wirtschaftlichen Verhältnisse.

## Allgemeines
Für die Selbstauskunft wird meist ein Vordruck eingesetzt. Sie soll den Verwender in die Lage versetzen, auf Grundlage der Selbstauskunft eine finanzielle Entscheidung zu treffen. Verwender können Kreditinstitute, Kreditvermittler, Kreditversicherungen und andere Versicherungen, Nichtbanken (Versandhandel), Vermieter oder andere Gläubiger aus Dauerschuldverhältnissen (Leasing, Provider wie Telekommunikationsdiensteanbieter oder Mobilfunkanbieter) sein. Sie haben ein Interesse daran, als Gläubiger Informationen über die persönliche und/oder wirtschaftliche Situation ihrer Kunden zu erhalten. Selbstauskünfte können die einzige Informationsquelle für diese Gläubiger sein, wenn ihnen andere Quellen (Schufa, Bankauskunft, Rating/Scoring der Ratingagenturen) nicht zur Verfügung stehen. Der Inhalt einer schriftlich abgegebenen Selbstauskunft kann durch einen Steuerberater bestätigt werden.

## Inhalt
Die Selbstauskunft beinhaltet zwei Hauptgruppen, und zwar die Personendaten und Informationen über die wirtschaftlichen Verhältnisse:
- Personendaten: Name, Vorname, Geburtsdatum, Wohnsitz, Güterstand, Anzahl der Familienangehörigen;
- wirtschaftliche Verhältnisse: erlernter und ausgeübter Beruf, Arbeitgeber, Einkommen, Ausgaben, Vermögen (Wohneigentum, Hausrat, Bankguthaben, Lebensversicherungen), Schulden (und Schuldendienst hieraus), Zahlungsrückstände, übernommene Haftungen (etwa durch Bürgschaften), Bankverbindung.

Auch etwaige Eintragungen im Schuldnerverzeichnis und in der Vermögensauskunft können Gegenstand einer Selbstauskunft sein.
Die Selbstauskunft ist vom Auskunftsgeber zu unterzeichnen.

## Rechtsfragen
Selbstauskünfte beinhalten personenbezogene Daten, deren Erhebung, Verarbeitung und Nutzung den Betroffenen in seinem Persönlichkeitsrecht beeinträchtigen könnte. Sie sind deshalb Gegenstand des Bundesdatenschutzgesetzes (BDSG). Der Betroffene gespeicherter Daten dieser Art hat nach §§ 34 und 57 BDSG das Recht, auf Verlangen kostenlose Auskunft hierüber zu erhalten (Recht auf Eigenauskunft).
Der Vordruck der Selbstauskunft enthält den Hinweis, dass die Angaben im Vordruck richtig, wahrheitsgemäß und vollständig sein müssen, denn falsche und wahrheitswidrige Angaben und vorsätzliche Auslassungen stellen eine aktive Täuschung dar, wenn unrichtige oder unvollständige Behauptungen über betrugsrelevante Tatsachen verbreitet werden. Damit wird der Tatbestand des Betrugs (§ 263 StGB) oder Kreditbetrugs (§ 265b StGB) erfüllt. Zivilrechtlich liegt eine arglistige Täuschung im Sinne des § 123 BGB vor, die dem Gläubiger selbst noch nach Abschluss eines Vertrages eine Anfechtung ermöglicht. Die arglistige Täuschung schützt auch den Gläubiger bei bewusst unrichtigen Selbstauskünften im Rahmen der automatisierten Bonitätsprüfung.

## Kreditwesen
Die einzelnen Bankengruppen haben Formulare für die Selbstauskunft entwickelt. Bei Kreditinstituten ersetzt die Selbstauskunft nicht das Erfordernis einer Kreditwürdigkeitsprüfung nach § 18 und § 18a Abs. 3 KWG. Unabhängig von einer Selbstauskunft holen Banken auch im Rahmen des Kreditantrags eine Schufa-Auskunft ein. Mit seiner unterschriebenen Selbstauskunft erteilt der Kunde der Bank die Genehmigung zur Grundbucheinsicht, weitere Bankauskünfte und Schufa-Auskunft einzuholen und ggf. beim Steuerberater anzufragen. Die verschiedenen Auskunftsquellen werden untereinander abgeglichen und dienen als Kreditunterlagen. Teile der Selbstauskunft werden Bestandteil des Kreditvertrages, so dass insbesondere der sich aus ihr ergebende mögliche Schuldendienst bei der Tilgung und etwaige Kreditsicherheiten berücksichtigt werden. Außer bei Dispositionskrediten kommen Selbstauskünfte bei allen Kreditarten vor, insbesondere bei Konsumkrediten, Lombardkrediten oder Baufinanzierungen.

## Versicherungswesen
Zur Abwendung einer verdeckten Information (englisch hidden information) verlangen Versicherungen bei Sachversicherungen die Angabe der zu versicherten Werte oder ob im Falle einer Rechtsschutzversicherung bereits Rechtsstreitigkeiten vorliegen. Bei Personenversicherungen sind im Rahmen der Gesundheitsprüfung Angaben über Vorerkrankungen (Krankenversicherung, Lebensversicherung) erforderlich, die bei Versicherungen mit ärztlicher Untersuchung entfallen. Nach § 19 Abs. 1 VVG ist der Versicherungsnehmer verpflichtet, dem Versicherer die ihm bekannten Gefahrumstände, nach denen der Versicherer in Textform gefragt hat, diesem mitzuteilen. Sollten Angaben für den Versicherer unklar oder unvollständig sein, erhält der Kunde vom Versicherer Fragebögen zu den einzelnen Vorerkrankungen, die vom Kunden ausgefüllt werden müssen.

## Mieterselbstauskunft
Oft verlangen Vermieter von den Mietinteressenten eine sogenannte Mieterselbstauskunft. Dazu gibt es in der Regel einen vorgedruckten Fragebogen, den der Vermieter dem Mietinteressenten spätestens vor Abschluss eines Mietvertrages vorlegt. Der Vermieter will sich hierdurch einen Überblick verschaffen, ob der Mietinteressent seinen Vorstellungen entspricht und in der Lage ist, seine vertraglichen Verpflichtungen, insbesondere die Mietzahlung, zu erfüllen. Welche Auskünfte außer den spezifische Fragen nach etwaigen Mietrückständen, Räumungsklagen, Zwangsvollstreckungen, abgegebenen Versicherungen an Eides statt zulässig sind, ist teilweise umstritten. Oft wird das Abfragen, ob ein Ehepartner und wie viele Kinder mit einziehen werden, empfohlen. Mögliche Fragen, wie viele Personen einziehen sollen, und ob es sich dabei jeweils um Erwachsene oder Kinder handelt, werden in der datenschutzrechtlichen „Orientierungshilfe“ (2024, Version 1.0; Datenschutzkonferenz (DSK), Ansbach, Bayern, Dtl.) derzeit als zulässig erachtet. Laut mietrechtlicher Primärliteratur gehört jedoch die Aufnahme der nächsten Angehörigen (Ehegatten, gemeinsame Kinder, in der Regel auch Stiefkinder) zum vertragsgemäßen Gebrauch bzw. zum grundsätzlich unentziehbaren vertragsgemäßen Gebrauch der Mietwohnung. Stand 2024 sind u. a. Fragen mietrechtlich unzulässig nach erlaubnisfreien Personen wie eigene Ehepartner und Kinder, die der Mietinteressent oder Mieter möglicherweise plant mit in die Mietwohnung aufzunehmen. Beim Ausfüllen der Mieterselbstauskunft sollte der Mietinteressent zudem wissen, dass ein Vermieter die Personenzahl für seine angebotene Mietwohnung gar nicht mietrechtlich wirksam unterhalb des Überbelegungslimits durch Abfrage der Personenzahl in der Mieterselbstauskunft begrenzen kann. Denn bestimmte Personengruppen (u. a. Ehegatten, Kinder) dürfen schlicht ohne Erlaubnis des Vermieters mit in die Mietwohnung einziehen (Stand 2019), siehe auch Lützenkirchen (2021). Von Interesse kann für einen Vermieter auch sein, ob der Mieter Musikinstrumente spielt, Haustiere mitbringt oder drogenabhängig ist. Der Bundesgerichtshof (BGH) stellte im April 2014 fest, dass auch Fragen nach Person und Anschrift des Vorvermieters, der Dauer des vorangegangenen Mietverhältnisses und nach der Erfüllung der dortigen mietvertraglichen Pflichten zulässig sind, da diese Fragen – ebenso wie Fragen nach den Einkommens- und Vermögensverhältnissen des Mietinteressenten – geeignet seien, sich über die Bonität und die Zuverlässigkeit des Mietinteressenten ein Bild zu verschaffen. Solche Fragen des neuen Vermieters betreffen nicht den Bereich der persönlichen oder intimen Lebensführung des Mietinteressenten und müssen folglich wahrheitsgemäß beantwortet werden.

## Auskunfteien
Wirtschaftsauskunfteien sammeln Personen- oder Unternehmensdaten aus öffentlich zugänglichen Registern (Handelsregister, Vereinsregister) oder Veröffentlichungen (Geschäftsberichte). Bei einigen wie der SCHUFA kann hierzu eine Selbstauskunft eingeholt werden.

## Arbeitsverhältnisse
Die Arbeitgeber werden bei Arbeitsverhältnissen meist durch den Lebenslauf und die Bewerbungsunterlagen informiert, in denen der Arbeitnehmer Auskunft über seine berufsbezogenen Qualifizierungen und vorhandenen Qualifikationen erteilt.